# Джовани I Корнаро
Вижте пояснителната страница за други личности с името Джовани.
Джовани I Корнаро (на италиански: Giovanni I Cornaro) е 96–ти венециански дож от 1625 до смъртта си през 1629 г.

## Произход
Корнаро принадлежат към най-старите, най-богатите и влиятелни патрициански семейства във Венеция. Те се издържат главно с лихварство и банкерство. Четирима членове на това семейство стават дожове на републиката.
Джовани е син на Маркантонио Корнаро и Цецилия Контарини.

## Биография
Джовани I Корнаро няма никакви аспирации към поста дож, единственото му желание е да се занимава с деловите си дела и да изживее спокойно последните си години, но съдбата му отрежда по-различно бъдеще. След смъртта на предшественика му Франческо Контарини за пореден път се разгарят жестоки спорове и сблъсъци между старите и нови фамилии в града и тъй като никой от тях не може да наложи своя кандидат, се стига до решение да бъде избран някой неутрален. Така Джовани е единодушно избран за дож на 4 януари 1625 г. и няма възможност да откаже.
Умира четири години по-късно на 23 декември 1629 г.

## Семейство
Жени се на 10 февруари 1578 година за Киара Долфин, представителка на друг знатен венециански род, от която има шестима сина и шест дъщери: Маркантонио и Лоренцо (починали в ранна възраст), Федерико, Маркантонио, Франческо, Алвизе и Джорджо; Корнелия, Бианка, Аурора, Кристина, Мафиола и Kиарета (последните пет стават монахини). Синът му Франческо Корнаро става 101–вият дож през 1656 г.